# Pégaspargase
La pégaspargase est un médicament utilisé dans le traitement de certaines leucémies, vendu sous le nom commercial Oncaspar.

## Mode d'action
Il agit en décomposant l'asparagine, diminuant ainsi sa disponibilité pour produire des protéines.

## Usage médical
La pégaspargase est un médicament utilisé dans le traitement de la leucémie lymphoblastique aiguë. Il est souvent utilisé en association avec l'anthracycline, la vincristine et la prednisone. Le médicament est utilisé par injection.

## Effets secondaires
Les effets secondaires de ce médicament  comprennent des réactions allergiques, des problèmes de coagulation sanguine, une glycémie élevée, des problèmes hépatiques, une inflammation du pancréas ou des caillots sanguins dans le cerveau. L'utilisation de ce médicament pendant la grossesse peut nuire au fœtus. Il s'agit d'une version modifiée de l' enzyme asparaginase qui a subi une PEGylation,.

## Histoire
Le médicament a été approuvé pour un usage médical aux États-Unis en 1994. Il figure sur la liste des médicaments essentiels de l'Organisation mondiale de la santé. Il est fabriqué par Sigma-Tau. Aux États-Unis, le flacon de 3 750 unités coûte environ 17 800 dollars américains.